# Grønlands Tekniske Organisation
Grønlands Tekniske Organisation (GTO) blev oprettet 1. juni 1950 som en afdeling i Grønlandsdepartementet i Statsministeriet. I 1965 blev det er direktorat, der 1. januar 1987 overgik til Grønlands Hjemmestyre under navnet Nunatek. Det blev nedlagt 1. januar 1990, og opgaverne blev fordelt mellem andre organisationer.